# Otto Reincke
Otto Ludwig Karl Reincke (* 3. Oktober 1830 in Wilsnack; †  13. Januar 1906 in Leipzig) war ein deutscher Reichsgerichtsrat.

## Leben
Reincke wurde 1853 vereidigt. 1861 ernannte man ihn zum Kreisrichter. 1864 wurde er Rechtsanwalt und Notar in Spremberg. 1874 kehrte er in den preußischen Staatsdienst als Kreisrichter zurück. 1876 wurde er zum Kreisgerichtsrat befördert. 1877 wurde er Apellationsgerichtsrat. Mit dem Inkrafttreten der Reichsjustizgesetze  1879 kam er nach Berlin als Landgerichtsdirektor. 1886 wurde er Reichsgerichtsrat. Er war im IV. Zivilsenat tätig. Er trat 1902 in den Ruhestand. Er war der Onkel von Hermann Reincke-Bloch, den er schließlich adoptierte.

## Werke
- (zusammen mit Hugo Rehbein): Allgemeines Landrecht für die Preußischen Staaten : nebst den ergänzenden und abändernden Bestimmungen der Reichs- und Landesgesetzgebung; 5 Auflagen, Berlin 1881–1894.
- Die Deutsche Zivilprozeßordnung, Berlin, 5 Auflagen 1885–1904.
- Die Verfassung des Deutschen Reichs nebst Ausführungsgesetzen, Berlin 1906.
- Zur Frage der Statthaftigkeit des Handelsbetriebes durch Minderjährige, im Geltungsbereich des Allgemeinen Landrechts, Beiträge zur Erläuterung des deutschen Rechts, Jahrgang 19 (1875), S. 209.
- Zu den §§ 154–156 I. 11 A. L.-R., betreffend Gewährleistung bei völliger Entwährung der Kaufsache, Beiträge zur Erläuterung des deutschen Rechts, Jahrgang 20 (1876), S. 186.
- Betrachtungen über Entstehung und Rechtsstellung des Deutschen Reichsfiskus, Beiträge zur Erläuterung des deutschen Rechts, Jahrgang 23 (1879), S. 481.